# Une Américaine à Paris - 2e partie
 (septembre 2013).
Si vous disposez d'ouvrages ou d'articles de référence ou si vous connaissez des sites web de qualité traitant du thème abordé ici, merci de compléter l'article en donnant les références utiles à sa vérifiabilité et en les liant à la section « Notes et références ».
Une Américaine à Paris - 2e partie est le vingtième et dernier épisode de la sixième et ultime saison de la série télévisée Sex and the City.

## Synopsis
Carrie déchante à Paris devant l'attitude de son petit ami préoccupé par son exposition. À New-York, Samantha admet ses sentiments pour Smith et craque quand il la rejoint pour lui avouer son amour. Charlotte et son mari apprennent qu'ils vont pouvoir adopter une petite chinoise après un espoir déçu. Quant à Miranda, la maladie d'Alzheimer de la mère de Steve la déboussole puis elle accueille sa belle-mère à bras ouverts après l'avoir retrouvée errante dans les rues : Magda, son employée de maison devenue une seconde mère pour elle, lui déclare son admiration. Miranda laisse alors tomber le masque de son cynisme.
Malheureuse à Paris, Carrie et Aleksander se disputent : elle le quitte et retrouve Big qui la ramène à New-York pour reconstruire une relation sur de bonnes bases.

## Production
Le titre s'inspire du film de 1951 avec Gene Kelly, Un Américain à Paris.
La musique de fond, lorsque Carrie mange seule dans un restaurant, est écrite par Mikhail Baryshnikov, qui interprète Aleksandr Petrovsky. Intitulé Carrie's Theme, c'est la chanson que le personnage écrit pour Carrie dans l'épisode Le mariage de ma meilleure amie III (épisode 14, saison 6).

## Diffusion
L'épisode est diffusé pour la première fois aux États-Unis, sur HBO, le 22 février 2004. Il rassemble environ 10,6 millions de téléspectateurs. Il devient l'épisode le plus vu de la série, le précédent record était de 7,7 millions. Grâce à cet épisode, la chaîne HBO arrive deuxième des audiences derrière la première de Super Millionaire sur ABC, mais l'emporte sur les 18-49 ans, alors qu'elle ne couvre que 30 % des ménages américains.
Au Royaume-Uni, l'épisode est diffusé sur Channel 4 le 19 février 2004. Il attire 4,1 millions de téléspectateurs, soit 26,8 % du public, et se hisse en tête des audiences sur sa case horaire.

## Réception
Sarah Jessica Parker a gagné le Primetime Emmy Award de la meilleure actrice dans une série télévisée comique pour cet épisode.
En 2005 TV Land a inclus l'épisode dans sa liste des « 100 moments les plus inattendus de l'histoire de la télévision », au rang 91. En 2011, le TV Guide Network le plaçait à la 14e place des fins de série les plus inoubliables.

## Suite
Lors de la diffusion de l'épisode, la chaîne pensait déjà à adapter Sex and the City au cinéma.